# 日台經濟人會
日台經濟人會（日语：日台経済人の会），又譯日台經濟人之會，是在2000年1月28日受日本內閣府認定、由經濟企劃廳指導成立的“特定非營利活動法人”（NPO）。活動以日本與台灣的文化、經濟等交流為主，努力建立雙方的友善關係。
2015年，為促進日本與中華人民共和國的民間商業經濟往來，在日台經濟人會之下，由日台經濟人會台灣分部代表娃哈哈創立日華商業振興會。

## 理監事
日本總部
- 理事長 阿尾博政
- 副理事長 阿尾正典
- 理事 永村一：エコソリューション㈱、㈱ライフ・フォーエヴァー会長
- 理事 佐久間鐵夫：ＳＰＪイノベーション㈱代表取締役
- 理事 眞榮田義已：白俄羅斯共和国商工会議所 日本代表
- 理事 松尾伸也：㈱レーシー代表取締役、宜しく農事組合法人顧問
- 監事 河合智仁：ﾖｼﾀﾞｺｰﾎﾟﾚｰｼｮﾝ㈱代表取締役、ＳＰＪイノベーション㈱監査役、医療法人社団博英会監事
- 顧問 古月基彦：元三井物産役員、元宇徳運輸社長、横浜港湾乙仲団体役員

台灣分部
- 代表 哇哈哈

## 外部連結
- 日台經濟人之會台灣分部官網